# ۱۹۸۹ (آلبوم رایان آدامز)
۱۹۸۹ پانزدهمین آلبوم از خواننده-ترانه‌پرداز آمریکایی، رایان آدامز است که در ۲۱ سپتامبر ۲۰۱۵ به صورت دیجیتالی از طریق ناشر ضبط خود، PAX AM منتشر شد. تمام قطعه‌های این آلبوم بازخوانی از آلبوم خواننده-ترانه‌نویس آمریکایی، تیلور سوئیفت با همین نام است. این آلبوم در یک موقعیت جلوتر از ۱۹۸۹ سوئیفت که چهل و هشتمین هفته خود را در جدول سپری می‌کرد، قرار گرفت و به رتبه ۷ در جدول بیلبورد ۲۰۰ رسید.

## فهرست قطعه‌ها
| شماره      | نام                                     | نویسنده(ها)                  | مدت   |
| ---------- | --------------------------------------- | ---------------------------- | ----- |
| ۱.         | «به نیویورک خوش آمدید»                  | تیلور سوئیفت رایان تدر       | ۳:۱۸  |
| ۲.         | «فضای خالی»                             | سوئیفت مکس مارتین شلبک       | ۳:۲۱  |
| ۳.         | «استایل»                                | سوئیفت مارتین شلبک علی پیامی | ۲:۴۴  |
| ۴.         | «بیرون از جنگل‌ها»                       | سوئیفت جک آنتونوف            | ۶:۰۹  |
| ۵.         | «تمام آنچه باید انجام می‌دادی ماندن بود» | سوئیفت مارتین                | ۳:۳۰  |
| ۶.         | «از ذهنم پاکش کنم»                      | سوئیفت مارتین شلبک           | ۴:۰۶  |
| ۷.         | «آرزو می‌کنم»                            | سوئیفت آنتونوف               | ۳:۴۴  |
| ۸.         | «کینه»                                  | سوئیفت مارتین شلبک           | ۳:۵۵  |
| ۹.         | «مهیج‌ترین رؤیاها»                       | سوئیفت مارتین شلبک           | ۵:۲۱  |
| ۱۰.        | «چگونه دختر را بدست می‌آورید»            | سوئیفت مارتین شلبک           | ۳:۵۰  |
| ۱۱.        | «این عشق»                               | سوئیفت                       | ۴:۴۵  |
| ۱۲.        | «من مکان‌ها را می‌شناسم»                  | سوئیفت تدر                   | ۵:۱۴  |
| ۱۳.        | «پاک»                                   | سوئیفت ایموجین هیپ           | ۴:۲۳  |
| مجموع مدت: | مجموع مدت:                              | مجموع مدت:                   | ۵۴:۱۸ |